# بریجت گوسترسون
بریجت گوسترسون (انگلیسی: Bridgette Gusterson؛ زادهٔ ۷ فوریهٔ ۱۹۷۳) بازیکن زن واترپلو اهل استرالیا بود.
وی در مسابقات کشوری و بین‌المللی در مجموع برندهٔ ۲ مدال طلا شده‌است.